# 서울사이버평생교육원
서울사이버평생교육원 (Seoul Cyber Lifelong Education Center)은 대한민국 서울특별시 금천구 벚꽃로 286 리더스타워 807호 일부, 808호, 809호 일부, 810호에 위치한 교육부 평가인정 학점은행제 원격교육기관이다. 약칭으로 "서사평"이라고도 한다. 2002년 6월에 법인을 설립한 ㈜올티칭 박영준 대표는 2007년 3월부터 운영되고 있던 서울사이버평생교육원을 2015년 7월에 인수하면서 현재까지 부설기관으로 운영하고 있다.
2015년 교육부로부터 평가인정받은 학습과정 28개 과목을 시작으로 2025년 현재 67개 과목을 운영하고 있으며, 사회복지사, 보육교사, 평생교육사, 건강가정사 
국가공인자격증 취득과 사회복지학, 아동학, 경영학 학위취득을 할 수 있는 평가인정 학습과목으로 실습과목 및 대면교과목을 제외한 이론과목은 시간, 장소에 구애받지 않고 100% 온라인으로 학점 이수를 할 수 있다.
2018년 서울사이버평생교육원은 학습자가 본인의 학습 요구에 따라 자율적으로 학습 활동을 결정하고 참여할 수 있도록 정부가 제공하는 평생교육바우처 사업에도 사용기관으로 등록되어 평생교육바우처로 학습과정을 등록할 수 있다.
이외에도 새터민이나 국가유공자의 배우자 & 자녀/손자녀에게 무료 수강 혜택을 제공하는 등 최대한 많은 사람들이 평생교육의 기회를 제공받을 수 있도록 힘쓰고 있다.
2020년에는 한국직업능력개발원에 심의를 거쳐 민간자격증이 등록되었으며 서울사이버평생교육원에서 해당 과목을 수료 하면 민간자격증을 동시에 취득할 수 있는 과정도 현재까지 운영하고 있다.
2023년 3월부터 범용공동인증서 이외에 휴대폰본인인증, 카카오본인인증을 통한 강의실접속이 가능하여, 편리한 강의 수강이 가능하며,
2025년 2월 AI 챗봇 서비스를 오픈하였다.
서울사이버평생교육원은 자유로운 열린 학습환경을 만들기 위해 ㈜올티칭의 23년 이러닝 노하우를 토대로 전공별 우수한 교수진, 웹 표준을 준수한 콘텐츠를 제공하고자 하고 있으며 꼼꼼한 학사관리 및 활발한 커뮤니케이션과 빠른 피드백을 우선시 하고 있다.